# IKONHUIS
IKONHUIS is een televisieprogramma van de Nederlandse publieke omroeporganisatie IKON, als opvolger van Het Vermoeden van Annemiek Schrijver. Samen met Mirjam Sterk ontvangt Schrijver in het IKONHUIS "gasten uit politiek & samenleving, cultuur & religie".